# 香港小學會考
香港小學六年級會考（英語：Joint Primary 6 Examination），俗稱小學會考、JP6E、Primary 6、Primary 6 Exam、P6或P6E，是香港昔日的一個公開考試，由教育司署統籌，讓完成六年香港小學課程的小學六年級學生應考，於1949年創立。後於1962年被香港中學入學考試取代，但習慣上社會依然稱呼香港小學六年級會考為小學會考，直到1978年入學考試完全被廢止，被香港學業能力測驗（俗稱學能測驗）所取代為止。
香港小學會考共設有中文、英文、算術、常識四科，考試於五六月間一連四日上午舉行。考試合格者便有資格獲得官立或資助中學學位，否則便需要自行尋找私立中學學位。成績最優異的一百多名考生可獲得政府獎學金，免費讀全期中學，即中一至中五。
最初中文、英文與算術各考二卷，常識則只考一卷，1958年開始常識科亦考二卷，卷一考小一至小四課程內容，卷二則考小五至小六課程。新界區小學不考常識科卷二，而考農村常識科。另外有家政理論科或木工理論科代替常識科卷二。
1961年小學會考，中文科卷一卷二試題與某出版社參考書雷同，需要重考。
當時輿論譴責會考題目過於艱澀，其中常識科最為人詬病，被認為導致學生壓力大，主張廢除會考。不少教師在報章撰文稱會考造成學生過度操練，還有家長以〈救救孩子吧！〉為題去信《工商日報》編輯，抱怨子女因溫習而廢寢忘食：「整天在課本和作業裡攢」，也有學生不堪考試壓力而離家出走。1962年會考被升中試取代後小學生升學壓力依舊，儘管港府逐漸增加學校保送名額且題目難度稍微降低。

## 參看
- 香港中學入學考試
- 香港中學會考
- 香港教育史